# Sesto San Giovanni
Sesto San Giovanni ist eine Stadt mit 78.843 Einwohnern (Stand 31. Dezember 2024) in der Lombardei in Italien und Teil der Metropolitanstadt Mailand. Sie liegt direkt nördlich von Mailand und ist durch die U-Bahn-Linie M1 mit dieser Großstadt verbunden.

## Geschichte
Bis in das 19. Jahrhundert ein kleiner Ort, wuchs Sesto San Giovanni in den späten Jahren des 19. Jahrhunderts und Anfang des 20. Jahrhunderts recht schnell. Mehrere Industriebetriebe ließen sich hier nieder, darunter Falck, Campari, Magneti Marelli und Breda. In dieser Zeit stieg die Einwohnerzahl von 5.000 Einwohnern im Jahr 1880 auf 14.000 Einwohner 1911. Nach dem Zweiten Weltkrieg siedelten sich viele Zuwanderer aus Süditalien an. Den bisher höchsten Einwohnerstand erreichte die Stadt 1981 mit 95.000 Einwohnern.
Teile des Films La notte von Michelangelo Antonioni spielen hier.
In den 1990er Jahren erlitt Sesto San Giovanni eine Wirtschaftskrise und viele der alteingesessenen Firmen schlossen ihre Filialen in der Stadt.
Am 23. Dezember 2016 wurde der Attentäter von Berlin, Anis Amri, bei einer Polizeikontrolle in Sesto San Giovanni erschossen.

## Städtepartnerschaften
- Offizielle Städtepartnerschaften bestehen seit 1961 mit der französischen Stadt Saint-Denis im Département Seine-Saint-Denis und seit 1966 mit der tschechischen Stadt Zlín in Mähren.
- Freundschaftsverträge schloss Sesto 1999 mit Langenstein in Oberösterreich und mit dem polnischen Goradze in Oberschlesien.

## Söhne und Töchter der Stadt
- Federico Faruffini (1831–1869), Maler und Kupferstecher
- Adolfo Luís Bossi OFMCap (1908–2002), Ordensgeistlicher und Prälat von São José do Grajaú
- Ferdinando Terruzzi (1924–2014), Bahnradsportler
- Angelo Mascheroni (* 1929), emeritierter Weihbischof in Mailand
- Nicolás Cotugno Fanizzi SDB (* 1938), Erzbischof von Montevideo
- Franco Gallo (1944–2016), Eishockeyspieler
- Teresa Sarti (1946–2009), Friedensaktivistin
- Gino Strada (1948–2021), Chirurg und Friedensaktivist
- Raffaello Ducceschi (* 1962), Leichtathlet
- Massimo Carrera (* 1964), Fußballspieler und -trainer
- Marco Saligari (* 1965), Radrennfahrer
- Barbara Fusar-Poli (* 1972), Eiskunstläuferin
- Fabio Macellari (* 1974), Fußballspieler
- Evita Polidoro (* 1995), Jazzmusikerin